# GAZ-12 ZIM
La ZIM-12 (in russo: ЗИМ-12) era un'autovettura di lusso sovietica prodotta dalla Gor'kovskij avtomobil'nyj zavod (GAZ) dal 1950 al 1960. È stata la prima auto di serie prodotta da GAZ e la prima ad avere il famoso ornamento del cofano della gazzella che salta. L'auto è stata costruita per servire la nomenklatura sovietica di alto e medio rango, ma era anche prontamente disponibile come taxi e ambulanza. A differenza dei suoi successori, la ZIM è stata l'unica auto full-size sovietica di classe executive che è stata effettivamente resa disponibile per la proprietà privata. In totale ne furono costruiti 21.527 esemplari.

## Sviluppo
Il GAZ-12 ZIM iniziò ad essere sviluppato nel 1948, per riempire una nicchia tra il GAZ-M20 Pobeda e lo ZIS-110. A causa della mancanza di tempo, il capo progettista Andrei Lipgart dovette scegliere tra copiare un prodotto americano (una Buick) o sviluppare un modello completamente nuovo. Alla fine, l'auto avrebbe utilizzato una versione modificata e semplificata della carrozzeria della Buick Roadmaster, ed è stata posizionata su una versione allungata del telaio GAZ-M20 Pobeda, mentre ha utilizzato una versione leggermente modificata e modernizzata del motore GAZ 11-73 a 6 cilindri da 3,5 litri, a sua volta copiato da un progetto Dodge. Al fine di aumentare la robustezza e l'affidabilità del telaio, sono state utilizzate molte parti GAZ-51 e 63.
Le sospensioni anteriori erano a molle elicoidali, con balestre al posteriore, e ammortizzatori idraulici. Aveva freni a tamburo su tutti e quattro gli angoli. Nonostante la mancanza di servosterzo, la scatola dello sterzo con rapporto 18,2:1 rendeva le curve abbastanza facili. Offriva una radio AM standard a tre bande, in un'epoca in cui le radio non erano di serie sulla maggior parte delle auto americane, anche su quelle più costose. L'auto pesava 1.940 kg (4.280 libbre), era in grado di ottenere 19 L/100 km (12 mpg-US; 15 mpg-imp), di raggiungere 78 mph (126 km/h) e di accelerare da 0 a 60 mph (0-97 km/h) in 37 secondi. Aveva una caratteristica insolita: il battistrada posteriore (carreggiata), a 1.560 mm (61 pollici), era più largo di quello anteriore di 100 mm (3,9 pollici), per garantire che il sedile posteriore potesse ospitare tre passeggeri. Il risultato fu un "rigonfiamento" simile a quello di una Oldsmobile. È stato anche il primo GAZ a presentare l'ornamento del cappuccio della gazzella che salta.
La prima automobile fu costruita nell'ottobre 1950 ed era teoricamente disponibile per il cittadino medio; il suo prezzo di 40.000 rubli rendeva improbabile l'acquisto (rispetto ai 16.000 della Pobeda di classe media).
L'abbreviazione ZIM sta per Zavod imeni Molotova (russo: Завод имени Молотова). Prima del 1957, la fabbrica GAZ era ufficialmente chiamata Gorkovsky avtomobilny zavod imeni V.M. Molotova, o la fabbrica automobilistica Vyacheslav Molotov Gorky, in onore del ministro degli Esteri sovietico. Tutti i modelli portavano il prefisso M invece di GAZ. Tuttavia, per l'auto di classe executive venne introdotta una nuova sigla accattivante, che coincideva con le limousine ZIS più grandi. Nello stile della moda automobilistica americana a cui si ispirava il veicolo, lo ZIM è stato ampiamente utilizzato per decorare l'auto: i coprimozzi, il cofano, la griglia del radiatore e persino il pulsante del clacson sul volante. Tuttavia, la carriera di Molotov terminò bruscamente nel maggio 1957, quando perse una ricaduta politica con Nikita Krusciov. Da allora in poi, l’URSS ribattezzò rapidamente città, strade, navi e fabbriche che avevano preso il suo nome. Lo ZIM, che era in produzione, dall'estate del 1957 fu frettolosamente ribattezzato GAZ-12 e tutti i distintivi e gli ornamenti furono sostituiti con la nuova abbreviazione. Inoltre, fino alla perestrojka l'auto veniva ufficialmente denominata solo GAZ-12, mentre ufficiosamente veniva chiamata quasi esclusivamente ZIM.
Un prototipo di cabriolet a quattro porte fu costruito nel 1949, ma non fu prodotto a causa di problemi di rigidità. Nel 1951-1960 fu costruita anche un'ambulanza GAZ-12B, con sedili pieghevoli per i medici e sostanzialmente la stessa carrozzeria, le barelle venivano caricate attraverso il bagagliaio. C'era anche una variante taxi GAZ-12A, utilizzata principalmente come marshrutka nelle comunicazioni interurbane di proprietà statale, e una draisina progettata e costruita sulla base ZIM per l'uso sulle ferrovie a scartamento ridotto.
Anche se la produzione sarebbe terminata nel 1960, il motore del GAZ-12 ZIM continuò ad essere utilizzato nei veicoli militari BTR-40, BTR-60, e BRDM-1.